# 肯特的瓊安
肯特的瓊安（1328年9月29日—1385年8月7日），历史上被称作肯特的美丽少女，是英国历史上的第一位威爾斯王妃，她是黑太子爱德华的妻子和堂姑母。

## 家庭历史
瓊安是英格蘭國王爱德华一世的孙女，父亲伍德斯托克的愛德蒙是爱德华二世同父异母的弟弟。由于愛德蒙支持爱德华二世使得他成为王后法兰西的伊莎贝拉及其情人马奇伯爵的敌人，爱德华二世被废黜后埃德蒙被处决。

## 早年生活
埃德蒙被处死时瓊安是埃德蒙的四个孩子中最年轻的，她当时只有两岁。她的堂兄爱德华三世护理这个家庭，并对他们非常好。瓊安在宫廷长大，并在那里结识她的亲戚们，包括黑太子爱德华。

## 婚姻和美女
12岁时瓊安与肯特伯爵托马斯·霍兰德结婚，但是一年后霍兰德在海外时她的家庭强迫她与萨利斯堡伯爵结婚，这样她进入了最高的贵族阶层。
数年后霍兰德从十字军回到英国并发了财，他与瓊安婚姻的暴露，他向教宗请求恢复他们的婚姻，萨利斯堡伯爵发现瓊安支持霍兰德，他因此囚禁瓊安。
1349年教宗克勉六世宣布瓊安与萨利斯堡伯爵的婚姻无效，瓊安回到霍兰德身边，两人一起生活了11年，共有四个孩子。1360年霍兰德逝世。
当时瓊安仅32岁。1352年她兄弟死后又继承了肯特伯爵的封号。瓊安非常美丽，身材完美，栗色的长发直到腰部，眼睛深色，是当时英国最受追求的妇女。黑太子爱德华此时已经爱她数年了，但是王子的父母反对这个关系。

## 再婚和移居法国
坎特伯里大主教警告爱德华说他们假如结婚的话他们的孩子是否合法不确定，因为瓊安的前夫之一，萨利斯堡伯爵还活着。但是爱德华从教宗那里获得了免罪保障，因此两人还是结婚了。1361年两人结婚，然后就立刻赴法国。爱德华是阿基坦公爵，这个地区虽然在法国，但是当时属于英国国王。他们两人有两个儿子，长子爱德华在六岁时就早夭了。
两人的次子理查诞生时爱德华帮助卡斯蒂利亚国王佩德罗一世打仗。这次战役是爱德华最大的胜利，但是佩德罗战死，因此没人出钱来报酬他的军队，与此同时爱德华的敌人正在乘机威胁阿基坦。

## 爱德华之死和理查登基
1371年爱德华无法继续占据阿基坦，他回到当时正鼠疫流行的英国。1372年他最后一次试图恢复英国在法国的占领地，此时他的身体状况已经非常糟。1376年，他46岁生日前一周他在西敏逝世。
瓊安的儿子理查成为王储，次年他祖父死后理查登基。理查统治初期面临着农民起义。威克里夫领导的宗教改革者获得瓊安的保护，但是后来这个改革运动上升到恐怖，这降低了瓊安的信誉，提高了理查的声望。1385年瓊安的第一次婚姻中的一个儿子约翰·霍兰德跟随理查赴苏格兰作战。在一次争吵中约翰·霍兰德杀死了当时王后的宠臣。瓊安求理查饶了约翰·霍兰德。她苦求四日，在第五天逝世。理查很后悔，因此饶了约翰，被遣发去耶路撒冷朝圣。